# Christian Albrecht von Massau
Christian Albrecht von Massau (ca. 1690 – 25. august 1752) var en dansk amtmand og gehejmeråd.
Massau, der næppe hører til den bekendte bagpommerske adelsslægt von Massow, formodes at være søn af den 1693 afdøde gottorpske hofråd Jacob von Massau og Anna Cathrine Bartels, der i 2. ægteskab var gift med gehejmeråd, friherre Johann Ludwig Pincier von Königstein. Han blev i ung alder kammerjunker ved det danske hof og nævnes som sådan 1714, da han sendtes til Kassel i dronningens ærinde. 1723 blev han beskikket til amtmand over Aabenraa Amt og Løgumkloster Amter samt til landråd i hertugdømmerne. 1726 blev han udnævnt til ceremonimester, fik 1733 titel af konferensråd, blev 1738 hvid ridder og 1746 gehejmeråd.
Massau døde i sit embede som amtmand 25. august 1752. Han havde 21. januar 1724 i København ægtet Marsilia von Grabow, kammerfrøken hos dronning Anna Sophie Reventlow. Massau nævnes allerede 1727 som ejer af godset Lasbek i Holsten, der ved hans død gik i arv til hans svigersøn, gehejmeråd Wilhelm August von der Osten.